# Kangchungtse
Der Kangchungtse (auch Makalu II) ist ein vergletscherter Gipfel im Himalaya an der Grenze zwischen Nepal und dem autonomen Gebiet Tibet.
Der 7678 m hohe Kangchungtse bildet einen nordwestlichen Nebengipfel des Achttausenders Makalu (8485 m). Er befindet sich in einer Entfernung von 3,02 km vom Hauptgipfel, auf dem Bergkamm, der den Makalu mit dem Mount-Everest-Massiv verbindet. Zwischen Kangchungtse und Makalu liegt der 7427 m hohe Bergsattel Makalu La. 3,37 km nordöstlich, auf der anderen Seite des Chomolonzo-Gletschers, erhebt sich der etwas höhere Chomo Lönzo mit einer Höhe von 7804 m.

## Besteigungsgeschichte
Die Erstbesteigung des Kangchungtse gelang 1954 einer französischen Bergsteigergruppe im Rahmen einer Erkundungsexpedition des Makalu. Am 22. Oktober 1954 erreichten Jean Franco, Lionel Terray, Sardar Gyaltsen Norbu und Pa Norbu den Gipfel vom Makalu La aus über den Südgrat.